# عزة بلبع
عزة بلبع (14 أبريل 1950 -) هي مغنية وممثلة وناشطة سياسية مصرية من الإسكندرية، اشتهرت بغنائها الثوري والوطني ولها أعمال كثيرة أشهرها بقرة حاحا.،قامت بدور الفنانة المظ في مسلسل حديث الصباح و المساء و آخر أعمالها التي شاركت بها مسلسل أماكن في القلب، وكانت إحدى زوجات الشاعر أحمد فؤاد نجم.

## حياتها ونشأتها
عزة بلبع ولدت في الرابع عشر من أبريل عام 1950، في حي الورديان بمحافظة الإسكندرية، والدها مصطفى محمود السيد كان مفتشًا بوزارة الصحة، ولها شققتان إحداهما الشاعرة جليداء بلبع والأخرى الإذاعية أروى بلبع، تلقت تعليمها بالمرحلة الابتدائية بمدرسة الورديان الابتدائية المشتركة والإعدادية، بمدرسة بيرم التونسي والثانوية بالمدرسة القومية، ثم التحقت بكلية التجارة جامعة الإسكندرية، كانت البداية في المشاركة بالعديد من الحفلات المدرسية والفقرات الإذاعية بالمدرسة، كما شاركت بفرق كورال الأطفال بالإذاعة والتليفزيون، تقدمت لتجارب الأداء أثناء الحياة الجامعية، التي تنظمها اتحاد الطلاب على مستوى جامعة الإسكندرية لاختيار مجموعة من المواهب الشابة في مجالات فنية مختلفة كالغناء والتمثيل والرقص للمشاركة في أسبوع شباب الجامعات المقام بمدينة الإسماعيلية ونجحت في تجارب الأداء الخاصة بقسمي الغناء والتمثيل واخترت مع مجموعة أخرى من الطلاب لتمثيل جامعة الإسكندرية في مهرجان أسبوع شباب الجامعات.

### زوجها
تعتبر عزة الزوجة الثالثة للشاعر الراحل أحمد فؤاد نجم، فقد تعرف عليها نجم في أحد الحفلات التي كان يحضرها فشاهدها وهي تغني فأعجب بها وعلى الرغم من فارق السن الكبير بينهما إلا أنها أحبته وقاومت اعتراضات أهلها على تلك الزيجة لفارق السن، تزوجها سنة 1967 واستمر زواجهما لمدة خمسة عشر سنة، وطلقت سنة 1982، وعلى الرغم من انفصالهما إلا أنها حزنت حزنًا شديدًا عند رحيله .

## مسيرتها
بدايتها كانت مبكرة حيث شاركت كما ذكرنا في العديد من الحفلات المدرسية وشاركت في كورال الأطفال في الإذاعة والتليفزيون أما البداية الحقيقية أتت بعد مشاركتها في أسبوع شباب الجامعات والذي حضره عدد من النقاد والمخرجين والشعراء المعروفين لفتت انتباه الحضور بصوتها الجميل وتمثيلها الجيد في عدد من المسرحيات التي قدمت على مسرح الجامعة فقرر بعض المخرجين ضمها إلى بعض من الأعمال التي يقوم بإخراجها فشاركت في عدد من المسلسلات والسهرات التلفزيونية والمسرحيات والأفلام، كما شاركت في عدد من السهرات التليفزيونية.

## أعمالها
- زيارة سعيدة جدا 2014 - مسرحية
- أماكن في القلب 2005 - مسلسل
- حديث الصباح والمساء 2001 - مسلسل
- أم كلثوم 1999 - مسلسل
- جنون الفراخ 1998 - فيلم
- السيف المفقود 1992 - مسرحية
- لو كنت مكاني 1991 - فيلم
- الحل الوحيد 1989 - مسلسل
- فتى الأندلس 1989 - مسلسل
- جدو عبده راح مكتبته 1988 - مسلسل - فوازير
- وعاد النهار 1988 - مسلسل
- ألف ليلة وليلة 1986 - مسلسل - فوازير (غناء)
- زي ما تحب 1984 - مسرحية
- الحصان الطائر - مسرحية
- الزواج في الزمن الصعب - سهرة تليفزيونية
- الوزير العاشق - مسرحية
- عيون الوهم- سهرة تليفزيونية